# Liste der Baudenkmäler in Frauenneuharting

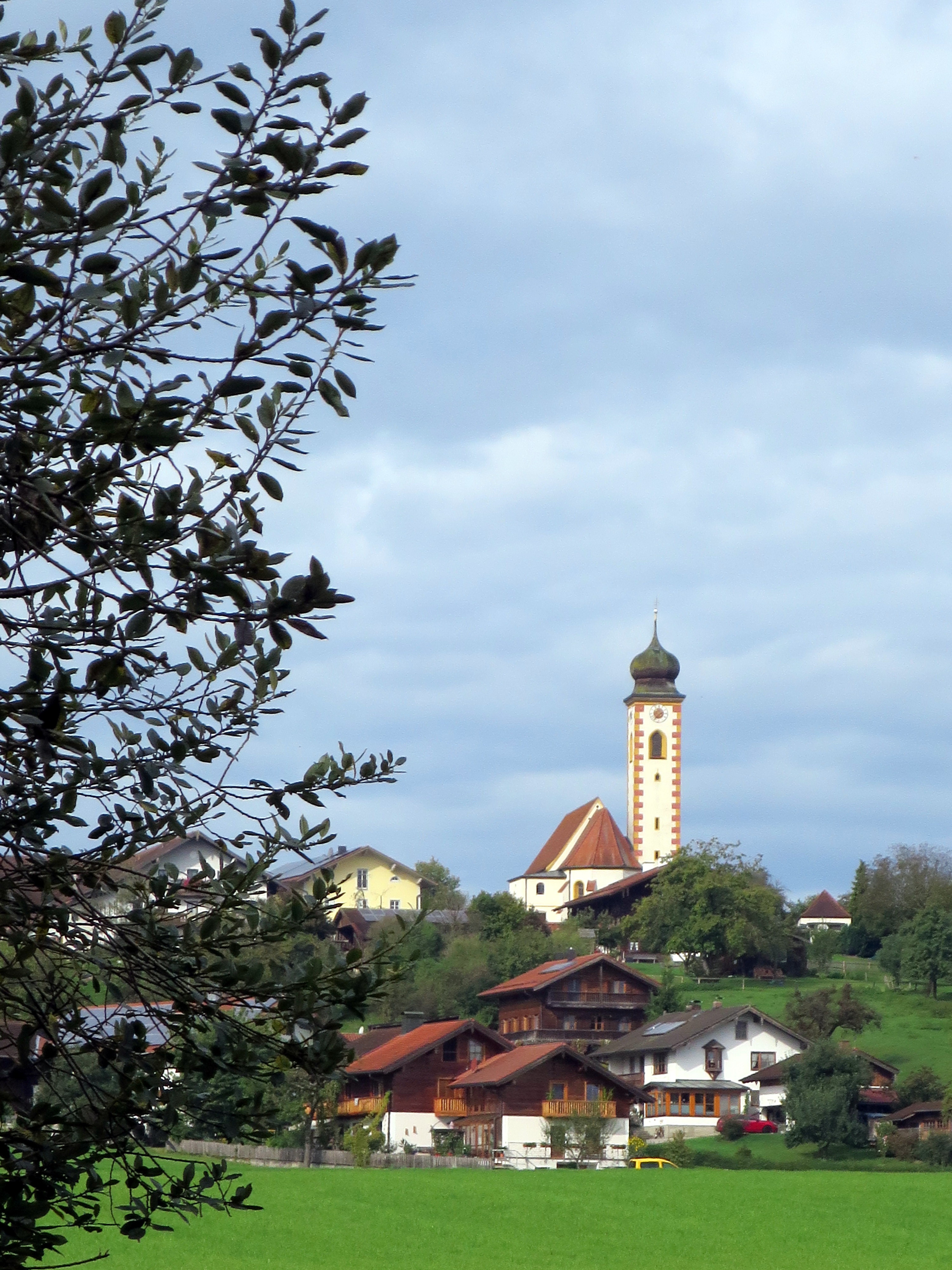
Blick auf Frauenneuharting

Auf dieser Seite sind die Baudenkmäler in der oberbayerischen Gemeinde Frauenneuharting zusammengestellt. Diese Tabelle ist eine Teilliste der Liste der Baudenkmäler in Bayern. Grundlage ist die Bayerische Denkmalliste, die auf Basis des Bayerischen Denkmalschutzgesetzes vom 1. Oktober 1973 erstmals erstellt wurde und seither durch das Bayerische Landesamt für Denkmalpflege geführt wird. Die folgenden Angaben ersetzen nicht die rechtsverbindliche Auskunft der Denkmalschutzbehörde.

## Baudenkmäler nach Ortsteilen

### Frauenneuharting
| Lage                     | Objekt                                    | Beschreibung | Akten-Nr.             | Bild           |
| ------------------------ | ----------------------------------------- | --- | --------------------- | -------------- |
| Dorfstraße 20 (Standort) | Ehemaliger Pfarrhof, jetzt Pfarramt       | zweigeschossiger verputzter Einfirsthof mit steilem Satteldach, 1. Hälfte 19. Jahrhundert | D-1-75-119-2 Wikidata | weitere Bilder |
| Kirchplatz 1 (Standort)  | Katholische Pfarrkirche Mariä Heimsuchung | schlichter Saalbau mit eingezogenem Polygonalchor, angefügter Sakristei und nördlichem Flankenturm, im Kern spätgotisch, barocker Ausbau und Zwiebelhaube 1632, Langhauserweiterung 1891; mit Ausstattung; Friedhofsmauer, südlicher Abschnitt, verputzter Bruchstein, 18. Jahrhundert | D-1-75-119-1 Wikidata | weitere Bilder |
| Kirchplatz 2 (Standort)  | Ehemaliges Mesneranwesen                  | zweigeschossiger Einfirsthof mit flachem Satteldach, Wohnteil unverputzter Blockbau mit Kniestock, 2. Hälfte 17. Jahrhundert, Dachaufbau mit Giebelbundwerk und Wirtschaftsteil mit Bundwerk um 1840                                                                                   | D-1-75-119-4 Wikidata | weitere Bilder |

### Aichat
| Lage                | Objekt                                | Beschreibung                                                                                     | Akten-Nr.             | Bild                                  |
| ------------------- | ------------------------------------- | ------------------------------------------------------------------------------------------------ | --------------------- | ------------------------------------- |
| Aichat 8 (Standort) | Wohnteil des ehemaligen Einfirsthofes | zweigeschossiger Blockbau mit flachem Satteldach und verbrettertem Giebel, Mitte 18. Jahrhundert | D-1-75-119-5 Wikidata | Wohnteil des ehemaligen Einfirsthofes |

### Baumberg
| Lage                   | Objekt  | Beschreibung                                                            | Akten-Nr.             | Bild    |
| ---------------------- | ------- | ----------------------------------------------------------------------- | --------------------- | ------- |
| In Baumberg (Standort) | Kapelle | kleiner Putzbau mit dreiseitigem Schluss und Putzgliederung, um 1870/80 | D-1-75-119-6 Wikidata | Kapelle |

### Buch
| Lage                        | Objekt     | Beschreibung | Akten-Nr.             | Bild       |
| --------------------------- | ---------- | --- | --------------------- | ---------- |
| Raunstädter Feld (Standort) | Wegkapelle | kleiner Putzbau mit rundem Schluss und steilem Satteldach, im Kern 18. Jahrhundert, neugotisch verändert Ende 19. Jahrhundert; mit Ausstattung | D-1-75-119-7 Wikidata | Wegkapelle |

### Eichbichl
| Lage                   | Objekt                             | Beschreibung | Akten-Nr.              | Bild                 |
| ---------------------- | ---------------------------------- | --- | ---------------------- | -------------------- |
| Eichbichl 4 (Standort) | Ehemaliger Bauernhof               | zweigeschossige Einfirstanlage mit flachem Satteldach, Wohnteil in Blockbauweise mit ausgemauertem Stüberl und kleinem Traufseitbalkon, Wirtschaftsteil mit Bundwerk, im Kern 18. Jahrhundert, Verlängerung 2. Hälfte 19. Jahrhundert | D-1-75-119-33 Wikidata | Ehemaliger Bauernhof |
| Eichbichl 6 (Standort) | Ehemaliges Wasserschloss Eichbichl | schlichter dreigeschossiger Bau mit Halbwalmdach und Konsolerker, 17. Jahrhundert, im Kern spätmittelalterlich | D-1-75-119-8 Wikidata  | weitere Bilder       |

### Gersdorf
| Lage                                  | Objekt                                            | Beschreibung                         | Akten-Nr.              | Bild |
| ------------------------------------- | ------------------------------------------------- | ------------------------------------ | ---------------------- | ---- |
| Nähe Steinkirchener Straße (Standort) | Historische Kapellenausstattung des Vorgängerbaus | 1. Hälfte 19. Jahrhundert; in Neubau | D-1-75-119-34 Wikidata | BW   |

### Großaschau
| Lage                    | Objekt                             | Beschreibung | Akten-Nr.                        | Bild                               |
| ----------------------- | ---------------------------------- | --- | -------------------------------- | ---------------------------------- |
| Großaschau 1 (Standort) | Einödhof mit Hofkapelle und Zuhaus | zweigeschossiger Einfirsthof mit Halbgeschoss, flachem Satteldach und Putzgliederung, 3. Viertel 19. Jahrhundert;         | D-1-75-119-10 Wikidata           | weitere Bilder                     |
| Großaschau 1 (Standort) | Einödhof mit Hofkapelle und Zuhaus | Ehemaliges Zuhaus, zweigeschossiger verputzter Backsteinbau mit Segmentbogenfenstern und flachem Satteldach, gleichzeitig | D-1-75-119-10 zugehörig Wikidata | Einödhof mit Hofkapelle und Zuhaus |
| Großaschau 1 (Standort) | Einödhof mit Hofkapelle und Zuhaus | Hofkapelle, kleiner Einraum mit dreiseitigem Schluss, 19. Jahrhundert;                                                    | D-1-75-119-10 zugehörig Wikidata | Einödhof mit Hofkapelle und Zuhaus |

### Haging
| Lage                | Objekt                                | Beschreibung | Akten-Nr.              | Bild                  |
| ------------------- | ------------------------------------- | --- | ---------------------- | --------------------- |
| Anger (Standort)    | Wegkapelle St. Joseph                 | rechteckiger Holzbau mit Schopfwalmdach und gotisierenden Elementen, bezeichnet 1904; mit Ausstattung                                                                                       | D-1-75-119-12 Wikidata | Wegkapelle St. Joseph |
| Haging 5 (Standort) | Katholische Filialkirche St. Leonhard | schlichter Saalbau mit stark eingezogenem quadratischem Chor und Ostturm mit Zeltdach, im Kern romanisch um 1000, gotischer Ausbau 15. Jahrhundert, Barockisierung um 1600; mit Ausstattung | D-1-75-119-11 Wikidata | weitere Bilder        |

### Haus
| Lage              | Objekt     | Beschreibung                                                                         | Akten-Nr.              | Bild           |
| ----------------- | ---------- | ------------------------------------------------------------------------------------ | ---------------------- | -------------- |
| Haus 2 (Standort) | Hofkapelle | offener Rechteckbau mit Satteldach und Traufgesims, bezeichnet 1839; mit Ausstattung | D-1-75-119-14 Wikidata | weitere Bilder |

### Höhenberg
| Lage                   | Objekt                 | Beschreibung | Akten-Nr.              | Bild                   |
| ---------------------- | ---------------------- | --- | ---------------------- | ---------------------- |
| Höhenberg 1 (Standort) | Ehemaliger Einfirsthof | zweigeschossiger Blockbau mit flachem Satteldach und traufseitiger Laube, 18. Jahrhundert, Bundwerk am Wirtschaftsteil, 2. Viertel 19. Jahrhundert | D-1-75-119-15 Wikidata | Ehemaliger Einfirsthof |

### Hungerberg
| Lage                              | Objekt      | Beschreibung                                       | Akten-Nr.              | Bild           |
| --------------------------------- | ----------- | -------------------------------------------------- | ---------------------- | -------------- |
| In der Flur Hungerberg (Standort) | Feldkapelle | verputzte Nischenanlage, 1. Hälfte 19. Jahrhundert | D-1-75-119-16 Wikidata | weitere Bilder |

### Jakobneuharting
| Lage                      | Objekt                               | Beschreibung | Akten-Nr.              | Bild                               |
| ------------------------- | ------------------------------------ | --- | ---------------------- | ---------------------------------- |
| Hauptstraße 5 (Standort)  | Katholische Filialkirche St. Jakobus | schlichter spätromanischer Saalbau mit dreiseitigem Chorschluss und nördlichem Flankenturm, um 1250, Chor und Turm um 1500, erweitert und barockisiert im 17. Jahrhundert; mit Ausstattung; Friedhofsmauer aus Bruchstein, nordwestlicher Abschnitt, 18. Jahrhundert | D-1-75-119-17 Wikidata | weitere Bilder                     |
| Hauptstraße 7 (Standort)  | Wohnteil des ehemaligen Bauernhofs   | zweigeschossig mit Blockbau-Obergeschoss und flachem Satteldach, Mitte 18. Jahrhundert | D-1-75-119-18 Wikidata | Wohnteil des ehemaligen Bauernhofs |
| Hauptstraße 32 (Standort) | Ehemaliges Wohnhaus der Mühle        | zweigeschossiger Einfirsthof mit Blockbau-Obergeschoss und flachem Satteldach, 3. Viertel 18. Jahrhundert, Wirtschaftsteil mit Bundwerk, 2. Viertel 19. Jahrhundert                                                                                                  | D-1-75-119-20 Wikidata | Ehemaliges Wohnhaus der Mühle      |

### Kleinaschau
| Lage                     | Objekt     | Beschreibung                                                           | Akten-Nr.              | Bild       |
| ------------------------ | ---------- | ---------------------------------------------------------------------- | ---------------------- | ---------- |
| Kleinaschau 1 (Standort) | Hofkapelle | kleiner Putzbau mit dreiseitigem Schluss und profiliertem Gesims, 1820 | D-1-75-119-22 Wikidata | Hofkapelle |

### Knogl
| Lage               | Objekt                  | Beschreibung                                                                                        | Akten-Nr.              | Bild                    |
| ------------------ | ----------------------- | --------------------------------------------------------------------------------------------------- | ---------------------- | ----------------------- |
| Knogl 1 (Standort) | Wohnteil des Bauernhofs | zweigeschossig mit unverputztem Blockbau-Obergeschoss und flachem Satteldach, Mitte 18. Jahrhundert | D-1-75-119-23 Wikidata | Wohnteil des Bauernhofs |

### Lauterbach
| Lage                     | Objekt                              | Beschreibung | Akten-Nr.              | Bild           |
| ------------------------ | ----------------------------------- | --- | ---------------------- | -------------- |
| Lauterbach 16 (Standort) | Katholische Filialkirche St. Petrus | kleiner schlichter Saalbau mit dreiseitigem Chorschluss und massivem Dachreiter mit Zwiebelhaube, im Kern romanisch, spätgotischer und barocker Ausbau; mit Ausstattung | D-1-75-119-24 Wikidata | weitere Bilder |

### Moosen
| Lage                       | Objekt                                               | Beschreibung | Akten-Nr.              | Bild                                                 |
| -------------------------- | ---------------------------------------------------- | --- | ---------------------- | ---------------------------------------------------- |
| Gersdorfer Feld (Standort) | Votiv- und Hofkapelle des sogenannten Koschparn-Hofs | schlichter verputzter Einraum mit eingezogenem Polygonalschluss und Dachreiter, bezeichnet 1902; mit Ausstattung | D-1-75-119-26 Wikidata | Votiv- und Hofkapelle des sogenannten Koschparn-Hofs |

### Reith
| Lage                         | Objekt                         | Beschreibung                                                         | Akten-Nr.              | Bild                           |
| ---------------------------- | ------------------------------ | -------------------------------------------------------------------- | ---------------------- | ------------------------------ |
| In der Flur Reith (Standort) | Votivkapelle mit Lourdesgrotte | kleiner verputzter Einraum mit dreiseitigem Schluss, bezeichnet 1878 | D-1-75-119-27 Wikidata | Votivkapelle mit Lourdesgrotte |

### Tegernau
| Lage                           | Objekt                                                     | Beschreibung | Akten-Nr.              | Bild           |
| ------------------------------ | ---------------------------------------------------------- | --- | ---------------------- | -------------- |
| Grafinger Straße 15 (Standort) | Ehemaliger Bauernhof                                       | zweigeschossige Einfirstanlage mit flachem Satteldach und Putzgliederung, am Wirtschaftsteil Bundwerk, um 1830/40                              | D-1-75-119-30 Wikidata | weitere Bilder |
| Kapellenland (Standort)        | Wegkapelle                                                 | große verputzte Nischenanlage mit steilem Satteldach und Vordach, Anfang 19. Jahrhundert                                                       | D-1-75-119-31 Wikidata | weitere Bilder |
| Kirchenstraße 14 (Standort)    | Katholische Filialkirche St. Johannes der Täufer und Georg | barocker Saalbau mit eingezogener Apsis und nördlichem Flankenturm mit Zwiebelhaube, Neubau 1670/71 auf gotischen Fundamenten; mit Ausstattung | D-1-75-119-28 Wikidata | weitere Bilder |

### Zell
| Lage              | Objekt               | Beschreibung | Akten-Nr.              | Bild                 |
| ----------------- | -------------------- | --- | ---------------------- | -------------------- |
| Zell 1 (Standort) | Ehemaliger Bauernhof | unverputzter zweigeschossiger Einfirsthof aus Backstein mit traufseitiger Laube und flachem Satteldach, bezeichnet 1855, Querstadel Ende 19. Jahrhundert angefügt | D-1-75-119-32 Wikidata | Ehemaliger Bauernhof |

## Ehemalige Baudenkmäler
In diesem Abschnitt sind Objekte aufgeführt, die früher einmal in der Denkmalliste eingetragen waren, jetzt aber nicht mehr. Objekte, die in anderem Zusammenhang also z. B. als Teil eines Baudenkmals weiter eingetragen sind, sollen hier nicht aufgeführt werden. Aktennummern in diesem Abschnitt sind ehemalige, jetzt nicht mehr gültige Aktennummern.

| Lage                                      | Objekt                            | Beschreibung | Akten-Nr.                | Bild           |
| ----------------------------------------- | --------------------------------- | --- | ------------------------ | -------------- |
| Frauenneuharting Kirchplatz 4 (Standort)  | Bundwerk                          | am Wirtschaftsteil des ehemaligen Bauernhauses, um 1830/40 | D-1-75-119-3 Wikidata    | Bundwerk       |
| Jakobneuharting Hauptstraße 13 (Standort) | Ehemaliger Bauernhof              | zweigeschossige verputzte Einfirstanlage mit flachem Satteldach und Bundwerk am Wirtschaftsteil, Mitte 19. Jahrhundert. Jetzt Neubau.                                                          | D-1-75-119-19 Wikidata   | BW             |
| Jakobneuharting alte Haus-Nr. 24 ()       | Bauernhof                         | Einfirstanlage, Wohnteil verputzt, Wirtschaftsteil mit Bundwerk, Mitte 19. Jahrhundert | D-1-75-119-21 ? Wikidata |                |
| Eschenlohe Eschenlohe 12 (Standort)       | Ehemaliger Einfirsthof            | verputzter zweigeschossiger Wohnteil mit flachem Satteldach, bezeichnet 1827, Querstadel mit Bundwerk nach 1855                                                                                | D-1-75-119-9 Wikidata    | BW             |
| Kleinaschau Kleinaschau 1 (Standort)      | Zugehöriger Riegel-Bundwerkstadel | um 1820/40 | D-1-75-119-21 Wikidata   | BW             |
| Lochen Lochen 2 (Standort)                | Zugehöriger Riegel-Bundwerkstadel | 1. Drittel 19. Jahrhundert, zum Teil modern ausgebaut | D-1-75-119-25 Wikidata   | BW             |
| Tegernau Haus Nr. 78 ()                   | Ehemaliges Benefiziatenhaus       | biedermeierlicher Traufseitbau, um Mitte 19. Jahrhundert | D-1-75-119-29 ? Wikidata |                |
| Haus Haus 2 (Standort)                    | Einfirsthof                       | langgestreckter zweigeschossiger Flachsatteldachbau mit unverputztem Wohnteil, reich verzierter Laube und Bundwerk über dem Stallteil, um 1850 Bei einem Großbrand 2023 zum Großteil zerstört. | D-1-75-119-13 Wikidata   | weitere Bilder |